# CMフィラー
CMフィラー（シーエムフィラー）は、民間放送のラジオ放送（民放ラジオ）におけるフィラー素材のひとつで、コマーシャルメッセージ（CM）枠にあらかじめ挿入するための音楽。「フィラー音楽」、「BGM」とも呼ぶ（BGMといっても、それをバックにアナウンスを流すわけではない）。

## 概要

### 技術的背景
ネットワークを通じての放送（ネット番組、遅れネット）の場合、キー局送出のタイムCM以外は、基本的にローカル局各社による調達となる。その枠に放送するCMの長さは、ローカル局ごとの営業形態次第であるため、各局異なる。かといって空き時間を無音状態にすることは、放送事故（不体裁又は無変調）扱いとなる可能性がある。そこで、その穴埋めとして、キー局からの配信時に、CM枠にあたる部分にあらかじめ音楽を挿入している。各局は、この枠でローカルCM（パーティシペーション）などを放送し、余った時間はフィラーをそのまま放送する。
ローカル番組や、ローカルのステーションブレイク枠の場合にも、CM契約の方針等の理由により、CMフィラーが設けられる場合がある。

### 様式
基本的にCM枠開始1～3秒後に流れ出すが、各キー局により終わり方は様々である（後述）。
使用音楽はインストゥルメンタルが望ましいとされるが、例外もある。
局によっては、ローカルCMの代わりにACジャパンやJAROなどの公共広告、放送局の子会社のCM、放送局の番宣スポット、放送局主催・後援イベントの告知、ヘヴィー・ローテーション指定曲、交通情報などを流すこともある。

## 実例
★ - ネット局向け編集分のみ

### JRN
TBSラジオは、番組が再び始まる7秒前にフィラーをフェードアウトさせており、枠も5秒程余裕を持たせているため、ネット局では無音時間が長くなる（TBSラジオでは、サウンドステッカーを流して穴埋めするパターンが多い）。
- 平日 05:30 生島ヒロシのおはよう一直線
- 平日 18:00 荻上チキ・Session
- 平日 25:00 JUNK
- 平日 27:00 CITY CHILL CLUB
- 土曜 06:00 土曜朝6時 木梨の会。
- 土曜 19:00 藤田ニコルのあしたはにちようび
- 日曜 22:30 今晩は 吉永小百合です
- 日曜 24:30 高見沢俊彦のロックばん

### NRN
ニッポン放送はオールナイトニッポンを始めとする同時ネット番組ではかつて(～2020年5月頃まで)、CM枠より10～15秒程長くフィラーを流してそのままフェードアウトしていた。そのため、キー局であるニッポン放送でも末尾が数秒間聞こえていた。この時間は、ニッポン放送では交通情報やローカルスポンサーを読んでからフェードインさせるための時間でもあった（ワイド番組で曜日別の筆頭スポンサーを読み上げるなど）。
ニッポン放送・文化放送のテープネット番組では、CM枠が終わる1～3秒前ギリギリでフィラーをフェードアウトさせている。
- 月曜 - 金曜 7:45 QR：武田鉄矢・今朝の三枚おろし★
- 月曜 - 金曜 17:20 QR：桂宮治のザブトン5★
- 月曜 - 木曜 22:00 LF：オールナイトニッポン MUSIC10
- 金曜 22:00 LF：オールナイトニッポンGOLD
- 月曜 - 土曜 25:00 LF：オールナイトニッポン
- 月曜 - 土曜 27:00 LF：オールナイトニッポン0(ZERO)
- 月曜 - 木曜 22:00 QR：レコメン!
- 木曜 21:30 QR：田村ゆかりの乙女心症候群★
- 金曜 24:00 QR：嵐・相葉雅紀のレコメン!アラシリミックス
- 金曜 24:30 QR：東映公認 鈴村健一・神谷浩史の仮面ラジレンジャー★
- 金曜 26:00 QR：堀江由衣の天使のたまご★
- 土曜 11:00 LF：ゴッドアフタヌーン アッコのいいかげんに1000回
- 土曜 23:30 LF：SixTONESのオールナイトニッポンサタデースペシャル
- 日曜 09:00 LF：三宅裕司のサンデーヒットパラダイス★
- 日曜 17:00 QR：純次と直樹
- 日曜 18:00 QR：乃木坂46の「の」★
- 日曜 19:00 QR：卒業アルバムに1人はいそうな人を探すラジオ★
- 日曜 20:00 LF：古家正亨 K TRACKS★
- 日曜 22:00 LF：ももいろクローバーZ ももクロくらぶxoxo★
- 日曜 23:30 LF：ミューコミVR
- 日曜 23:30 QR：水樹奈々 スマイルギャング（ローカルCM局のみ）
- （プロ野球シーズン中）平日・土日 LF・QR：雨傘番組
- （ナイターオフ期間中）
  - 平日 19:00 LF：NRN全国ネット枠（2024年度は『鶴光の噂のゴールデンリクエスト』『泉房穂の情熱ラジオ』『ゲッターズ飯田 ラジオで占いまSHOW』『NEXTSTAGEへの提言Ⅱ』の4番組が該当番組）
  - 平日 21:00 QR：NRN全国ネット枠（2024年度は『ラジオアミューズメントパーク』が該当番組）
  - 土曜 19:00 LF：NRN全国ネット枠（2024年度は『藤井貴彦 Saturday Night Buzz』が該当番組）
- （裏送り番組）
  - 月曜 - 土曜 LF：テレフォン人生相談★

### JFN
JFNの番組では、CM枠が終わる1～3秒前ギリギリでフィラーをフェードアウトさせている。また、番組内でかけた曲がそのままCMフィラーとなる番組もある。
以下の例は原則として全て生放送（一部時間帯及び出演者の都合で録音放送となる場合あり）。
- 平日 11:30 Otona no Radio Alexandria
- 平日 13:00 Daily Flyer
- 月曜 - 木曜 07:30 OH! HAPPY MORNING
- 月曜 - 木曜 13:30 レコレール
- 月曜 - 木曜 16:00 Happy Hour Party!
- 月曜 - 木曜 19:00 A・O・R
- 月曜 - 木曜 21:00 クリエイターズ・スタジオ with ボカコレ
- 月曜 - 木曜 26:00 AuDee CONNECT
- 月曜 - 木曜 28:00 Memories & Discoveries
- 金曜 07:30 THE G.O.A.T.
- 金曜 13:30 FRIDAY GOES ON!〜あっ、それいただき〜
- 金曜 27:00 やまだひさしのラジアンリミテッドF
- 土曜 06:00 From Athlete!
- 日曜 06:00 SUNDAY FLICKERS
- 日曜 20:00 有吉弘行のSUNDAY NIGHT DREAMER

#### 過去のJFN
2009年の場合。
- かつては、コスモアースコンシャスアクト〜百万人のメッセージからMY OLYMPICの間の6:54 - 55と、MY OLYMPICから立花裕人のMORNING FREEWAYの間の6:58.30 - 6:59.47。
- また、日曜午後の「ラヴ・ステーション」で、13時台の番組が細かく別れていた頃には「SUNDAY @CEESS（末期）」とEvery Little ThingのKDDI Dear My Sundayの13:28 - 13:30。

### 独立局
- アール・エフ・ラジオ日本 - CM枠が終わる1～3秒前ギリギリでフィラーをフェードアウトさせている。
  - タブレット純　音楽の黄金時代
  - 山本さゆりのミュージックパーク
  - 宮治淳一のラジオ名盤アワー
  - THE BEATLES 10
  - クリス松村の「いい音楽あります。」
- NACK5
  - 松山千春のON THE RADIO

### その他
- SOUND PLANETやコミュニティFM局（かつてはBrandnew Jも）におけるJ-WAVEの再送信でも、CMフィラーが使用される。
- ラジオ大阪（他系列のTBSラジオで同時ネット）『川口技研プレゼンツ 司馬遼太郎短篇傑作選』では、2012年秋の番組開始当初にネット局が複数あった（川口技研非提供局の有無は不明）名残なのか、最初のCM明け（同番組ナビゲーターである竹下景子の挨拶）直前と司馬遼太郎記念館CM（提供スポンサーに名を連ねていないが、朗読終了後のCM枠で、前後を川口技研のCMに挟まれる形で放送）の前にCMフィラー（ギター演奏）が数秒流れる。